# Bilboquet (maison d'édition)
Pour les articles homonymes, voir Bilboquet (homonymie).
Bilboquet est une maison d'édition française de littérature d'enfance et de jeunesse fondée en 1994 par  Christine-Marie Léveillé et Jean-René Gombert. Son siège est situé au 628, avenue du Grain d'Or 41350 Vineuil.
Elle est gérée par la société Valbert (391-634-501) immatriculée le 08/11/1994.

## Historique
Bilboquet est fondée en septembre 1994 à Blois par Christine-Marie Léveillé et Jean-René Gombert.

## Les Collections
Les collections sont au nombre de six : les Trésors, les Tout-petits, les Grands albums, les Messagers, les Cracontes et les Classiques.

## Les auteurs et les illustrateurs
Parmi les auteurs publiés par Bilboquet, il faut citer à titre d'exemple Éric Battut (http://www.viva.presse.fr/Un-ete-au-coeur-des-livres_724.html), Jérôme Ruillier, Jeanne-Marie Leprince de Beaumont, Yves Pinguilly.
La maison d'édition Bilboquet fait appel à un grand nombre d'illustrateurs, au nombre desquels elle compte Isabelle Chatellard,Rébecca Dautremer, Stéphane Girel, Sara.

## Récompenses
Bilboquet obtient le prix Sorcières, récompensant la meilleure œuvre littéraire pour la jeunesse, en 2010 pour La petite casserole d'Anatole d'Isabelle Carrier.